# Gypona fortuna
Gypona fortuna är en insektsart som beskrevs av Delong och Wolda 1984. Gypona fortuna ingår i släktet Gypona och familjen dvärgstritar. Inga underarter finns listade i Catalogue of Life.